# Santuario della Madonna delle Grazie (Santo Stefano di Magra)
Il santuario della Madonna delle Grazie - conosciuto anche come oratorio della Madonna di Castiglioni e popolarmente come Madonnetta - è un luogo di culto cattolico situato nella frazione di Ponzano Magra, in piazza Chiesa, nel comune di Santo Stefano di Magra in provincia della Spezia. La chiesa è sede della parrocchia di San Bartolomeo apostolo del vicariato di Sarzana della diocesi della Spezia-Sarzana-Brugnato.

## Storia e descrizione

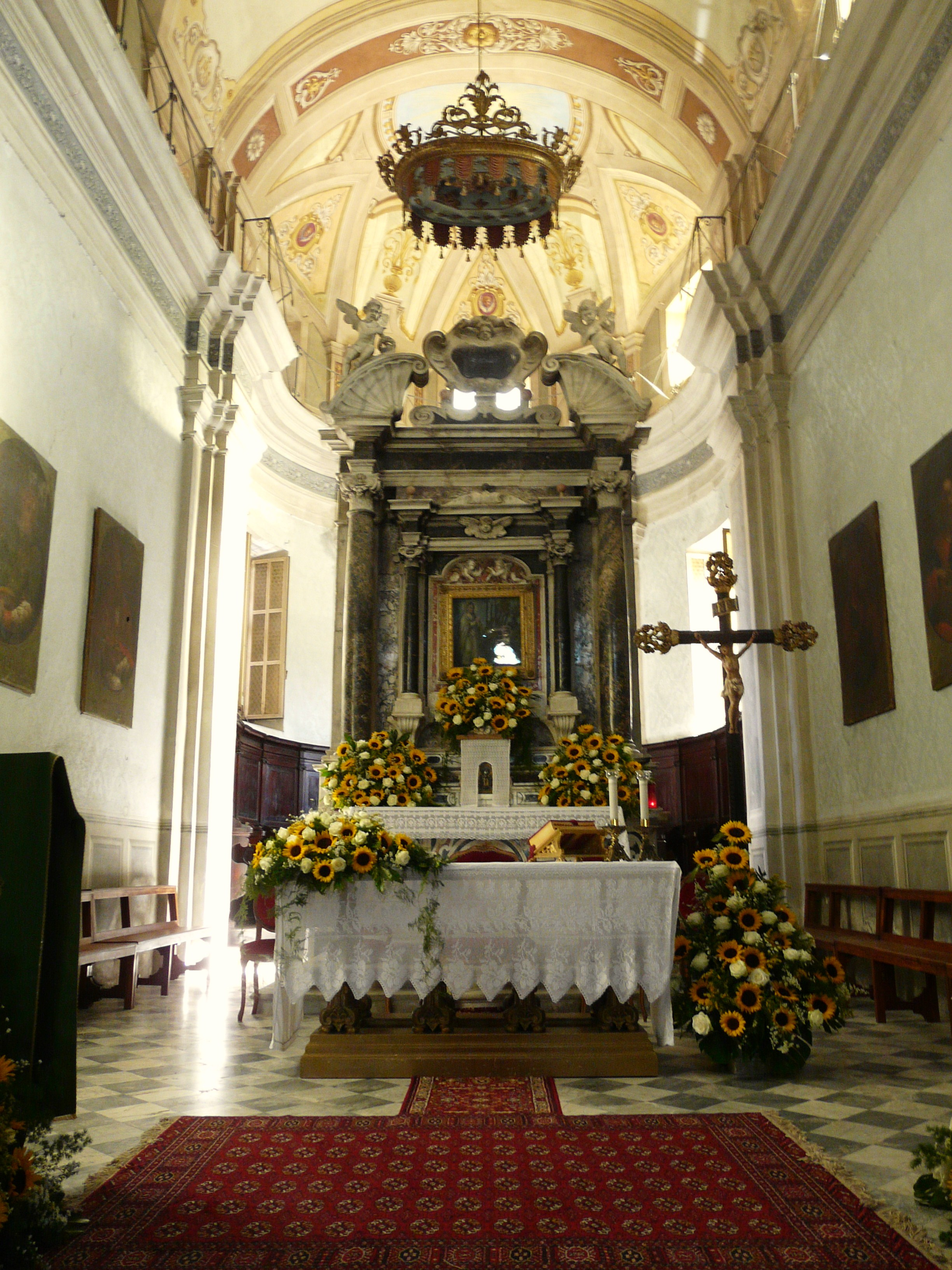
L'altare maggiore

L'origine del santuario, eretto a chiesa parrocchiale con decreto del vescovo di Luni-Sarzana e Brugnato Francesco Agnini il 9 dicembre 1647 e dedicata a Bartolomeo apostolo, muove dall'apparizione della Madonna col Bambino a un ragazzo di Ponzano Superiore, Giovanni Battistini, avvenuta secondo la tradizione sul poggio dei Castiglioni il 10 luglio 1647. il ragazzo corse al paese per raccontare la sua esperienza, convincendo familiari, parroco e concittadini di quanto accaduto. Il luogo divenne subito meta di pellegrinaggi e luogo di preghiera. Sono ricordate guarigioni già nei primi giorni successivi all'apparizione.
La costruzione del santuario prese avvio il 24 agosto 1648, con la benedizione da parte del vescovo della prima pietra. Un primo ampliamento della chiesa avvenne nel 1654, ingrandendo la navata d'ingresso e introducendo la cupola. In quell'anno venne anche stabilito di ricordare l'evento la quarta domenica di luglio.
È del 1670 l'aggiunta del presbiterio. All'interno del santuario è conservata ed esposta una Madonna con il Bambino di Domenico Beccafumi.
Nell'edicola posta lungo la strada statale della Cisa in corrispondenza del bivio per il santuario è apposta un'epigrafe che così recita:

## Cultura

### Corale San Bartolomeo
La Corale San Bartolomeo, fondata nel 1976, anima le attività dell'omonima parrocchia a Ponzano Madonnetta. Negli anni il vasto repertorio della corale si è arricchito con brani gospel e spiritual.
Oltre alle attività liturgiche e concertistiche la corale ha messo in scena diversi spettacoli musicali tra i quali spiccano Aggiungi un posto a tavola, Forza venite gente, Jesus Christ Superstar, Sister Act 1&2, The musical show e Disney dreams rappresentati nei teatri delle province della Spezia e di Massa e Carrara.